# Сан Карлос Адхунто а ел Тепетате, Лос Ларес (Дуранго)
Сан Карлос Адхунто а ел Тепетате, Лос Ларес (шп. San Carlos Adjunto a el Tepetate, Los Lares) насеље је у Мексику у савезној држави Дуранго у општини Дуранго. Насеље се налази на надморској висини од 1860 м.

## Становништво
Према подацима из 2005. године у насељу је живело 9 становника.

### Хронологија
| Година       | 2000 | 2005 |
| ------------ | ---- | ---- |
| Становништво | 3    | 9    |

### Попис
| # | Индикатор                        | Вредност |
| - | -------------------------------- | -------- |
| 1 | Укупно појединачних домаћинстава | 2        |